# Cephalophus crusalbum
Céphalophe à pattes blanches
Espèce
Statut de conservation UICN

 LC  : Préoccupation mineure
Cephalophus crusalbum, de nom commun Céphalophe à pattes blanches, est une espèce de mammifères africaine de la famille des bovidés.

## Description
Le céphalophe à pattes blanches présente des caractéristiques anatomiques proches de céphalophe de Peter.
Il atteint généralement une longueur tête-tronc de 96,5 à 104,1 cm. Deux spécimens collectés avaient des longueurs de 145 cm. La longueur de la queue est de 13 à 16 cm. Le poids est d'environ 20 kg.
Le pelage est brun doré. Les fesses et la croupe sont plus foncées que les flancs. Le cou, la partie avant et le ventre sont de couleur grise. Une bande noire de 2,5 à 6 cm de large sur le dos s'étend des épaules à la croupe, où elle se rétrécit à 1 cm et s'étend jusqu'à l'extrémité de la queue. Hormis la bande centrale noire, le haut de la queue est brun doré. Le dessous de la queue a des poils blancs plus longs et l'extrémité de la queue se compose d'une touffe étroite d'environ 7,5 cm de poils brun doré. Les quatre pattes sont relativement longues avec des poils blancs frappants sous les poignets et les articulations du tarse. La gorge et le bas du menton sont blancs. La tête est grise avec un front brun foncé et une bouche noire. Un arc de couleur châtain clair passe sur les deux yeux. La touffe de la tête entre les yeux est de couleur marron foncé. Les oreilles sont couvertes de poils noirs clairsemés à l'extérieur et des poils blancs frappants peuvent être vus sur la surface de l'oreille interne.
Les cornes sont présentes chez les deux sexes, avec des longueurs de 8,7 à 10,9 cm mesurées chez les mâles et d'environ 5 cm chez les femelles.

## Répartition
L'aire de répartition s'étend des côtes du Gabon à l'ouest de la République démocratique du Congo. Son habitat est constitué de blocs de forêt tropicale et de parcelles forestières dans une mosaïque savane-forêt.

## Taxonomie
Cephalophus crusalbum est d'abord décrit en 1978 par Peter Grubb comme une sous-espèce de Cephalophus ogilbyi. Après une révision des ongulés en 2011 par Colin Groves, il est reconnu comme une espèce distincte.

## Comportement
Le régime alimentaire se compose de fruits, de graines et de fleurs. Le céphalophe à pattes blanches fut souvent observé sous les arbres, où il mangeait les fruits lâchés par les singes.
Peu d'informations sont disponibles sur son comportement reproducteur. Les jeunes sont très tachetés. Les rares observations suggèrent qu'il est diurne et qu'il se nourrit soit seul, soit en couple.

## Population
Il est relativement commun avec une population stable dans la majeure partie de son aire de répartition connue. La population totale est estimée à 18 000 individus.